# Завадский, Игорь Борисович
И́горь Бори́сович Зава́дский (род. 1966, Инта) — украинский аккордеонист (кнопочный аккордеон), педагог, исполнитель и популяризатор произведений классической музыки.
Заслуженный артист Украины (2000); победитель международных конкурсов во Франции, Италии, Ирландии, Испании; обладатель «Золотой медали» (Франция); первый украинский аккордеонист в Книге рекордов Украины, как единственный обладатель трёх «Золотых лир» — главных призов международных конкурсов аккордеонистов; первый украинский музыкант, который попал в Книгу рекордов Гиннеса (Канада).

## Биография
Игорь Завадский родился 20 января 1966 года в городе Инта в семье шахтёра. Игорь — седьмой ребёнок в семье. В 1973 году семья переехала в город Экибастуз. Там в 1977 году он пошёл в первый класс музыкальной школы. Закончил музыкальную и среднюю школу Игорь уже в Запорожье, куда переехал вместе с родителями в 1978 году.
В 1982 году поступил в Запорожское государственное музыкальное училище (класс педагога А. Г. Петриченко), которое окончил с отличием в 1986 году.
После училища поступил в Киевскую государственную консерваторию им. П. И. Чайковского (ныне Национальная музыкальная академия Украины им. П. И. Чайковского), учится у профессора Н. А. Давыдова. В 1991 году окончил консерваторию с отличием и попал по распределению в Борисполь, где работал аккомпаниатором хора, художественным руководителем и директором Дома культуры совхоза «Бориспольский».
5 марта 1993 года у Завадского появился первый собственный концертный инструмент, с этой даты начался новый этап концертной деятельности.
В 1994—1995 годах участвовал в международных конкурсах аккордеонистов, где завоевал золотую медаль (Франция) и стал обладателем премии «Золотая лира» в Италии (специальный приз за 100 баллов из 100 возможных).
В 1995—1998 годах продолжил обучение в исполнительской аспирантуре Национальной музыкальной академии им. П. И. Чайковского (класс профессора Н. А. Давыдова).
14 мая 1996 года дал первый сольный концерт в Киеве, в Центр искусств «Славутич» (ныне Киевский муниципальный академический театр оперы и балета для детей и юношества).
В 1998—1999 годах — преподаватель Киевского Национального университета культуры и искусств.
28 декабря 2000 года Указом Президента Украины за весомые достижения в профессиональной деятельности и многолетний добросовестный труд Игорю Завадскому было присвоено звание «Заслуженный артист Украины».
7 июля 2005 года во время международного фольклорного фестиваля в канадском городке Кимберли с участием Игоря Завадского в качестве солиста был установлен рекорд «Книги Гиннесса» на самый большой в мире оркестр аккордеонистов. В течение 30 минут 644 исполнителя из 5 стран играли попурри на известные американские и канадские темы. Предыдущий рекорд был установлен 1 июня 2000 года в Дипенгейме (Нидерланды), где 566 аккордеонистов 22 минуты играли в унисон.
В течение двух лет преподавал в Киевском национальном университете культуры и искусств, четыре года был ведущим солистом-инструменталистом Полтавской областной государственной филармонии и четыре года на такой же должности — в Хмельницкой областной государственной филармонии.
1 сентября 2019 года завоевал золотую медаль в своей возрастной категории в любительском веломарафоне «Киевская сотка», преодолев дистанцию 102 км на горном велосипеде за 3 часа 33 минуты и 13 секунд. В 2020 и 2021 гг. на этом же веломарафоне завоевал бронзовые медали, в 2023 году – серебряную медаль. Таким образом Игорь стал первым действующим профессиональным музыкантом в мире, который завоевал полный комплект медалей в международном велоспорте.
23 января 2020 года стал радиоведущим «Эмигрантского радио». Ведет авторскую программу «Аккорды с Игорем Завадским по четвергам» до момента закрытия радио в 2021 году. Его гостями в 57-ми прямых эфирах стали 60 известных личностей Украины.
В конце 2021 года стал организатором, Председателем жюри и Президентом Международного конкурса-фестиваля аккордеонистов в Киеве. Конкурс имеет самые большие премии для победителей и самый большой призовой фонд за всю историю Международных конкурсов аккордеонистов. Главные три тура конкурса пройдут в мае 2024 года в Киеве. В данный момент продолжается отборочный онлайн тур. Сайт конкурса
20 января 2023 года произошло историческое событие в индустрии музыкальных записей – в Доме актёра Киева был презентован 16-й музыкальный альбом "Эхо" (3 СD и 2 DVD) с общей продолжительностью звучания 9,5 часов, что является абсолютным мировым рекордом.

## Репертуар
Основу репертуара Игоря Завадского составляют произведения классической музыки в собственных переложениях, а также музыка в стиле ретро, мелодии из кинофильмов в своих обработках. Им исполняются переложения органной, оркестровой и инструментальной музыки, как в сольных вариантах, так и в обработках для различных инструментальных ансамблей, в сопровождении симфонического и камерного оркестра, хора. Многие произведения музыкант исполняет в нескольких вариантах.
Некоторые классические произведения из музыкальных альбомов Игоря Завадского:
- И. Альбенис — «Астурия» (соло)
- Т. Альбинони — «Адажио». Это произведение исполнялось соло, в сопровождении группы виолончелей и контрабасов, саксофоном и симфоническим оркестром и в дуэте с саксофоном
- И. С. Бах — переложения органных произведений (соло), концерты и оркестровые произведения. Особое место в репертуаре занимает скерцо из сюиты № 2 («Шутка»), оно исполнялось в дуэте с клавишным аккордеоном, с клавесином, с флейтой и камерным оркестром, с квартетом саксофонистов, в сопровождении струнного квинтета и клавесина, в эстрадной обработке, со струнным квартетом, флейтой и фортепиано
- И. С. Бах — Ш. Гуно — Ave Maria (дуэт со скрипкой)
- Л. Бетховен — «К Элизе», «Кориолан» (соло)
- Л. Бетховен — Соната № 14, «Лунная» (соло)
- Ж. Бизе — «Хабанера» (с хором и оперной солисткой; с оркестром народных инструментов, хором и оперной солисткой)
- Л. Боккерини — Менуэт (в дуэте с кнопочным аккордеоном; в дуэте с фортепиано)
- И. Брамс — Венгерский танец № 5 (в эстрадной обработке)
- И. Брамс — Симфония № 3 — Poco Alegretto (с симфоническим оркестром)
- А. Вивальди — концерты из цикла «Времена года», другие скрипичные концерты, многие в нескольких вариантах переложения
- Г. Ф. Гендель — «Dignare» из оратории «Te Deum» (с хором мальчиков)
- А. С. Грибоедов — вальс ми минор (соло)
- Э. Григ — «В пещере горного короля» из сюиты «Пер Гюнт» (соло; с оркестром и хором)
- К. Гуаставино — «Воскресное утро» — фуга (соло)
- Л. К. Дакен — «Кукушка»
- А. Дворжак — «Славянский танец» (соло)
- Дж. Каччини — «Ave Maria»[4] (в дуэте со скрипкой; в трио со скрипкой и оперной солисткой)
- Ф. Куперен — «Кукушка» (соло)
- Ф. Куперен — «Маленькие мельницы» (соло)
- Ф. Куперен — «Тростник» (соло)
- Ф. Лист — Венгерская рапсодия № 2, транскрипция (соло)
- Б. Марчелло — «Молитва» (дуэт с трубой)
- В. Монти — «Чардаш»
- В. А. Моцарт — «Реквием», концерты, «Маленькая ночная серенада», «Турецкий марш»
- М. Огинский — Полонез, обработка Н. Ризоля (соло)
- К. Орф — кантата Carmina Burana (с хором и симфоническим оркестром; с хором и ударными)
- Н. Паганини — 24-й каприс, вариации П. Хугеса (соло)
- Ж. Ф. Рамо — «Перекликание птиц», «Тамбурин»
- Н. Римский-Корсаков — «Полет шмеля» (соло и с симфоническим оркестром)
- Дж. Россини — Каватина Фигаро из оперы «Севильский цирюльник» (соло)
- Дж. Россини — «Неаполитанская тарантелла»
- Д. Скарлатти — сонаты
- П. И. Чайковский — пьесы из «Детского альбома»
- Ф. Шопен — вальсы, ноктюрны и другие произведения
- И. Штраус — «На прекрасном голубом Дунае» (соло — «Душа»)
- Ф. Шуберт — «Ave Maria», «Музыкальный момент»

Исполняет эстрадную музыку: популярные произведения композиторов XX века, в том числе собственную тарантеллу-фантазию «Даниэльф», мелодии из кинофильмов, народные мелодии. «Визитной карточкой» исполнителя стало Libertango («Танго свободы») А. Пьяццоллы, которое часто исполняется как импровизация и в обработках, соло и с различными музыкальными коллективами.
- З. де Абреу — «Тико-тико»
- К. Баделт — «Он пират!» из кинофильма «Пираты Карибского моря» (в эстрадной обработке)
- Ж. Гарваренц — «Une vie d’amour» (из кинофильма «Тегеран-43»)
- В. Дашкевич — Тема из кинофильма «Приключения Шерлока Холмса и Доктора Ватсона»
- А. Джойс — вальс «Осенний сон»
- Е. Дога — вальс из кинофильма «Мой ласковый и нежный зверь»
- Р. Дуган — Саундтрек из кинофильма «Матрица» (с эстрадной группой)
- В. Зубков — мелодия из кинофильма «Цыган»
- И. Ивановичи — вальс «Дунайские волны»
- М. Кюсс — вальс «Амурские волны»
- М. Легран — тема из кинофильма «Шербурские зонтики»
- Ф. Лей — «История любви»
- П. Майборода — «Пісня про рушник»
- Э. Морриконе — «Бразилиана»
- Е. Петерсбурский — Танго «Последнее воскресенье»
- А. Пьяццолла — Libertango, Oblivion («Забвение»)
- Г. Свиридов — музыкальные иллюстрации к повести Александра Пушкина «Метель»: романс и вальс
- М. Таривердиев — «Воспоминание» из кинофильма «Семнадцать мгновений весны»
- М. Теодоракис — Увертюра к народной опере «Квартал ангелов» (с оркестром народных инструментов)
- А. Хачатурян — вальс к драме М. Лермонтова «Маскарад»
- В. Шаинский — «День рождения»

## Концертная деятельность
Первый сольный концерт Игоря Завадского в Киеве состоялся 26 мая 1991 года, в День города, в Малом зале консерватории им. П. И. Чайковского. Первый официальный концерт — 14 мая 1996 года.
10 октября 2007 года в Запорожье состоялся тысячный концерт (с момента, когда в марте 1993 г. появился собственный музыкальный инструмент).
Наиболее часто концерты проходят на сцене киевского Дома актёра; начиная с 2004 года Завадский дает там ежемесячные концерты. В ноябре 2023 года состоялся 172-й сольный концерт Игоря Завадского в этом зале. С 2004 года стали традицией ежегодные (майские) концерты Завадского, посвящённые Дню рождения аккордеона. Эти концерты проходят как своеобразные мини-фестивали, на которые приглашаются талантливые аккордеонисты Украины и других стран. Запись их выступлений обычно включается в новые двойные альбомы Игоря Завадского.
Ещё одна традиция, начатая в 1998 году — концерты в разных залах Киева, которые исполнитель дает в собственный день рождения, 20 января. На них Игорь Завадский также приглашает гостей: начинающих талантливых исполнителей, детские творческие коллективы. На 40-летний юбилей, в 2006 году, концерт состоялся в Национальном дворце искусств «Украина», в тот день впервые на этой сцене звучали классические произведения в аккордеонной интерпретации. С 2014 года эти концерты проходят в киевском Доме актера.
С мая 1991 по декабрь 2023 года Игорь Завадский дал 1529 концерта (из них 370 в Киеве) в 94 населённых пунктах Украины и 24 странах Европы, Азии и Америки.
Многие концерты проходят как благотворительные творческие встречи в детских музыкальных и общеобразовательных учебных заведениях, академиях, университетах, дворцах для детей и юношества.

## Дискография
С 2001 по 2023 год Игорем Завадским выпущено 16 музыкальных альбомов на 25 CD и 4 DVD-альбома с концертными видеозаписями. Первые 4 музыкальных альбома, а также с 12-го по 15-й состоят из одного диска, 16-й альбом состоит из 3-х CD и 2 DVD. На них звучат произведения только в исполнении Игоря Завадского. Альбомы с 5-го по 11-й состоят из двух дисков: на первых дисках записаны произведения в исполнении Игоря Завадского, на вторых дисках — произведения в исполнении более 50 солистов и музыкальных коллективов из 10 стран: Украины, России, Белоруссии, Сербии, Черногории, Германии, Италии, Франции, Китая, Финляндии.

### «Минор. От Баха до Пьяццоллы» (2001)
Альбом на одном CD, записан в студии в сольном исполнении.
Название «Минор» близко исполнителю во всей многогранности значений этого слова. Это не только обозначение музыкальной тональности, но и романтическое, меланхолическое настроение. Музыкант профессионально передаёт разные оттенки и характер произведений, представленных в альбоме: монументальность, иронию, героизм, мечтательность, трагедию, ностальгию… Слово «минор» означает «несовершеннолетний», «подросток». Игорю Завадскому очень близки непосредственность и чистота восприятия мира, присущие юному возрасту. Именно это состояние души он стремится передать слушателю.
Главное место в альбоме отведено 13 классическим композициям XVIII—XIX веков в собственном переложении, а также записаны вальс-мюзетт «Индифференс» Дж. Коломбо и импровизация Libertango А. Пьяццоллы.

### «Минор-2» (2002)
Один CD, как и первый альбом, записанный в студии.
Представлено 12 классических произведений и 5 обработок популярной музыки, 11 номеров записаны в сольном исполнении, 2 — с ансамблем студентов Киевской консерватории «Гранд-аккордеон» и 4 — в дуэте с Евгенией Черказовой (клавишный аккордеон). Три записи представляют собой новые варианты исполнения, звучавшего в первом альбоме: концерт «Зима» из цикла «Времена года» А. Вивальди — с ансамблем аккордеонистов, «Шутка» И. С. Баха и Либертанго исполнены в дуэте.

### «Ангельские трели» (2003)
Альбом на одном CD, студийная запись.
Записано 8 классических произведений и 5 популярных мелодий в эстрадной обработке (аранжировка А. Остапенко). «Сицилиана» и «Шутка» И. С. Баха и соната Дж. Тартини впервые записаны в дуэте с клавесином (С. Шабалтина), части из трёх концертов А. Вивальди исполнены в сопровождении киевского камерного оркестра «Archi».
Центром композиции альбома является транскрипция сонаты «Трель дьявола» Дж. Тартини.

### «Даниэльф» (2004)
Альбом на одном CD, запись сделана на концерте 20 января 2004 года в киевском Центральном доме офицеров Вооружённых сил Украины.
Название альбома и центральная его композиция — тарантелла-фантазия «Даниэльф» — возникли под впечатлением от гастрольных поездок летом 2003 года, во время которых музыкант посетил европейские, азиатские страны, Америку и Исландию. «Даниэльф» — это добрый эльф Даниэль, характер которого отображен в пьесе, написанной на основе народных мелодий Испании, Италии и Греции.
7 произведений были исполнены Завадским впервые, в альбом вошли также новые версии ранее исполненных произведений. Часть номеров записаны с камерным оркестром Полтавской областной государственной филармонии (концерты А. Вивальди и И. С. Баха); популярная музыка звучит в сопровождении эстрадной группы.

### «Фестиваль» (2005)
Альбом на двух CD, записанный на разных концертах в течение 2005 года. Классические произведения первого диска записаны на концерте 20 января 2005 года в Киевском академическом театре оперетты. Кроме традиционных сольных номеров, аккордеонных дуэтов (с Е. Черказовой, Д. Мазуром) и исполнения в сопровождении камерного оркестра, Завадским впервые использовано звучание своего инструмента в составе большого симфонического оркестра и хора. «Шутка» И. С. Баха и часть Концерта для флейты и камерного оркестра А. Вивальди исполнены в дуэте с флейтой (Ирина Горкун) в сопровождении камерного оркестра Полтавской областной государственной филармонии, а «Адажио» Т. Альбинони звучит в сопровождении группы виолончелей и контрабасов.
«Фестиваль» — название пьесы Е. Дербенко, исполненной Игорем Завадским в дуэте с 14-летним талантливым аккордеонистом Дмитрием Мазуром, но оно имеет и символическое значение. В 2005 году музыкант организовал ряд концертов-фестивалей, посвящённых 175-летию аккордеона, и второй диск представляет одиннадцать исполнителей на клавишном и на кнопочном аккордеоне, это Евгений Гаврилюк (Орехов, Запорожская обл.), Юлия Дементьева (Киев), Олег Антоненко (Сумы), Дмитрий Мотузок (Новоднестровск, Черновицкая обл.), Андрей Еременко (Сумы), Владимир Исенко (Токмак, Запорожская обл.), Роман Лицман (Белопольский район Сумской обл.), Дмитрий Мазур (Ровно), Олег Микитюк (г. Сокиряны, Черновицкая обл.), Виталий Исаев (г. Торецк, Донецкая обл.) и Игорь Квашевич (Минск, солист Белорусской государственной филармонии).

### «Мистерия» (2006)
Альбом на двух CD, записи сделаны на разных концертах в течение года.
Мистерии в античном мире — тайные культовые ритуалы, в которых участвовали только посвящённые. Часто они проходили в виде театрализованных представлений, а в Средние века мистерия стала театральным жанром. Название альбома символизирует подход Завадского к своим концертам как к театральному действу которое, как религиозная и театральная мистерия, всегда заканчивается радостью, влияет на публику психологически.
Большинство записей первого диска сделаны на концертах во дворце «Украина», в театре оперетты и Доме актёра. Альбом демонстрирует возможности аккордеона в разных жанрах: классика, джаз, авангард, современные обработки народной и популярной музыки. Номера записаны в сольном исполнении, в эстрадной обработке (аранжировка А. Остапенко), с хором, камерным и симфоническим оркестрами; впервые Игорь Завадский использовал звучание своего инструмента в дуэте с трубой, в трио с трубой и клавишным аккордеоном, с квартетом саксофонистов, с саксофоном в сопровождении симфонического оркестра, с контрабасом и группой ударных инструментов. Вместе с солистом в исполнении участвовали:
- симфонический оркестр и хор Киевского муниципального академического музыкального театра для детей и юношества (дирижёр Анатолий Бойченко, главный хормейстер Анжела Масленникова);
- Киевский квартет саксофонистов (художественный руководитель Юрий Василевич);
- Юрий Василевич (саксофон);
- Андрей Илькив (труба);
- Виктория Романенко (труба) и Евгений Гаврилюк (клавишный аккордеон);
- Антон Жуков (контрабас) и группа «Арс Нова» (ударные).

Второй диск представляет гостей на концертах Завадского, аккордеонистов и гармонистов из 6 стран мира, это украинские исполнители Павел Фенюк, Юрий Кипень, Дмитрий Мазур, Ольга Миткевич, Роман Лицман, Виталий Исаев, Иван Ергиев, а также Чан Фон (Китай), дуэт Елена и Руслан Крачковские (Германия), Игорь Квашевич (Белоруссия), Павел Уханов (Россия) и Ренцо Руджьери (Италия).

### «Максимуз» (2007)
Альбом на двух CD, записанный почти весь на концертах, запись двух композиций сделана в студии.
«Максимуз» — это «максимум музыки», это самый большой по продолжительности звучания альбом Завадского. Словом «максимум» можно охарактеризовать и всё творчество исполнителя: он максималист во всём и стремится делать всё максимально качественным, откровенным, интересным и эксклюзивным.
Первый диск содержит 11 произведений в сольном исполнении, 2 дуэта — с клавесином и саксофоном, а также в сопровождении струнного трио, струнного квинтета и клавесина, с хором мальчиков. В концертных записях участвовали:
- хор мальчиков при Национальной музыкальной академии Украины им. П. И. Чайковского (худ. рук. Алла Шейко);
- Светлана Шабалтина (клавесин);
- струнное трио: Ирина Кичакова, Евгения Яресько (скрипки), Олег Трунов (альт);
- Юрий Василевич (саксофон).

В студии выполнены записи вальса «Амурские волны» М. Кюсса и пасодобля «Рио-Рита». Эстрадные аранжировки выполнены А. Остапенко, сыграны эти композиции на кнопочном аккордеоне «Scandalli» со специфическим эстрадным тембром звучания.
На втором диске записаны популярные композиции В. Гаврилина, В. Гридина, А. Петрова, В. Косма, А. Пьяццоллы и других авторов, которые исполнили артисты Украины и других стран:
- ансамбль «Узоры»;
- Евгений Гаврилюк (клавишный аккордеон, также в дуэте с Михаилом Заикиным);
- Юрий Калашников (кнопочный аккордеон);
- Виталий Исаев (кнопочный аккордеон);
- Константин Стрельченко (кнопочный аккордеон);
- Павел Фенюк (кнопочный аккордеон);
- Олег Микитюк (клавишный аккордеон);
- Михаил Кашук (кнопочный аккордеон);
- Владимир Мурза (кнопочный аккордеон);
- Михаил Заикин (саксофон);
- Иван Стаменич (клавишный аккордеон, Сербия);
- Игорь Квашевич (клавишный аккордеон, Белоруссия);
- Ренцо Руджьери (клавишный аккордеон, Италия).

### «Ave любовь» (2009)
Альбом на двух CD, записанный на концертах в Киеве с 21 января 2008 по 21 января 2009 года.
На первый диск попало только одно произведение, записанное в предыдущих альбомах — «Ave Maria» Ф. Шуберта, остальные исполнялись Игорем Завадским впервые. Большинство произведений относятся к классическому романтизму и музыке в стиле ретро. В трёх произведениях Завадский аккомпанирует хору или солистам вокала; исполнение композиции Э. Грига «В пещере горного короля» представляет собой своеобразный творческий эксперимент: к хору и оркестру добавлена партия аккордеона.
На втором диске записаны выступления украинских музыкантов (В. Козицкий, Е. Гаврилюк, М. Кашук, А. Вальков, И. Корнев, И. Гоца, Р. Юсипей, трио «Троїсті музики»), исполняющих классическую, оригинальную музыку и обработки народных мелодий. Также записаны три композиции в стиле мюзетт, исполненные французским аккордеонистом Габриэлем Шантриё.

### «9-я планета» (2010)
«9-я планета» — 9-й музыкальный альбом музыканта. Как и предыдущие четыре, он состоит из двух дисков.

### «Душа» (2011)
«Душа» — десятый музыкальный альбом Игоря Завадского.

### «Либертанго» (2017)
Альбом «Либертанго» состоит из двух дисков.

### «Феникс» (2018)
Альбом «Феникс» — первый альбом Игоря Завадского, который полностью записан им после продолжительной паузы.

### «Виват, 13!» (2018)
Альбом «Виват, 13!» состоит из одного CD. Это первый альбом Игоря Завадского, который практически полностью записан в дуэте с органом (Станислав Калинин).

### «Времена года» (2019)
Запись альбома сделана в студии и в Национальном доме органной и камерной музыки Украины (г. Киев) в 2018 году. Презентация альбома состоялась 20 и 21 января 2019 года в киевском Доме актера на концертах Игоря Завадского «Времена года» и «Времена года. Продолжение».

### «Тріумфъ» (2019)
Запись альбома осуществлена в 2019 году. Презентация альбома — на концертах Игоря Завадского в Доме актёра 28.12.2019, 20.01.2020, 21.01.2020

### «Эхо» (2022)
В альбоме “Эхо” 64 трека на трёх CD: 4 записаны на концертах, 60 – домашние записи со студийной обработкой звука. 27 – ни разу не встречались в предыдущих альбомах Игоря Завадского. Еще 37 треков – это новые версии того, что уже было записано в альбомах Игоря раньше.
Впервые музыкальный альбом Игоря Завадского состоит из трёх дисков. Первые 14 альбомов Игоря были записаны в студии, предыдущий – у него дома. А новый он начал записывать в 2022 году в подъезде своего дома, когда за окном рвались снаряды. 01.03.2022 в ответ на военные события в Украине, которые начались за 5 дней до этого, Игорь открыл свой “музыкальный фронт”: начал делать домашние записи, ежедневно размещая их на своём ютуб-канале. Сначала записи делались в подъезде, потом в квартире. 60 из них вошли в новый альбом. Ещё 4 – это концертные записи: одна из Органного зала Харьковской областной филармонии (импровизация Игоря Завадского на тему “Либертанго” А.Пьяццоллы, 20.09.2018) и три из Дома актёра (“Лебедь” К.Сен-Санса, 20.01.2017; “Фантазия на тему Ф.Мендельсона”, 01.10.2017; “Мелодия” М.Скорика, 21.01.2022).
Девизом “музыкального фронта” стали слова Игоря Завадского: “Пока бахают снаряды за окном, буду в ответ бахать Бахом и другими композиторами”. А первой записью стала премьера в репертуаре Игоря – “Эхо” И.С.Баха. Именно такое название и получил этот 16-й альбом, состоящий из трёх CD и двух DVD. Значений слова “эхо”, относительно альбома, еще несколько:
- эхо войны в Украине оказалось настолько сильным, что разлетелось во все уголки земного шара;
- студийный звук всегда имеет небольшое эхо, которое в домашних условиях недостаточное для создания альбома; это необходимое эхо впервые добавилось к “домашним” записям Игоря Завадского на студии звукозаписи в другой стране и вернулось в Украину уже со студийным звуком;
- эхо бывает в горах, в лесу и в пещерах. На обложку альбома неслучайно попала пещера. В древние времена у пещерных людей не было электричества, горячей воды и центрального отопления; в пещерах был холод, темнота и... эхо. Этот альбом изготавливался именно в таких “пещерных” условиях. Мирных жителей Украины сознательно захотели превратить в пещерных людей с помощью постоянных ракетных обстрелов. Этот альбом – музыкальный ответ тёмным силам. Ведь тем, где есть свет, темнота исчезает. Такому свету, если он идёт от сердца и души, не нужны фонарики или электричество. Погасить его невозможно. Каждый трек в этом альбоме – маленький лучик света, который рождался в душе Игоря Завадского во время исполнения той бессмертной музыки, из которой состоит этот альбом.
Запись альбома осуществлена в 2022 году. Презентация альбома — на концертах Игоря Завадского в Доме актёра 20.01.2023, 21.01.2023

### Концертные видеозаписи
С 2006 по 2010 год выпущены три двухсторонних (на украинском и английском языках) DVD-диска:
- «День рождения-2005» — видеозапись концерта в Киевском академическом театре оперетты 20 января 2005 года;
- «Киевский аккорд» — видеозапись концерта в Национальном дворце искусств «Украина» 20 января 2006 года.
- «Сказочное путешествие» — видеозапись концерта в Международном центре культуры и искусств («Октябрьский дворец») 20 января 2010 года.